# Dohmarivka, Henicesk
Dohmarivka (în ucraineană Догмарівка) este un sat în așezarea urbană Partîzanî din raionul Henicesk, regiunea Herson, Ucraina.

## Demografie
Componența lingvistică a localității Dohmarivka
     Ucraineană (66,01%)
     Rusă (17,27%)
     Alte limbi (1,4%)
Conform recensământului din 2001, majoritatea populației localității Dohmarivka era vorbitoare de ucraineană (66,01%), existând în minoritate și vorbitori de rusă (17,27%).